# Asthenes pudibunda
Asthenes pudibunda là một loài chim trong họ Furnariidae.